# Fantasy Gateway
Fantasy Gateway es el segundo álbum de estudio del cantante, compositor y productor discográfico estadounidense Cuco publicado el 22 de julio de 2022 por la compañía discográfica Interscope Records. Es el primer lanzamiento en el que Cuco cede su puesto como productor. Este álbum supone un gran salto artístico en comparación con su anterior proyecto Para Mi.

## Trasfondo
Luego de su notable debut Para Mí (2019) y un sinfín de sencillos, EPs y recopilaciones, que lo colocan como un referente de su generación y de la escena bedroom pop, Cuco da el siguiente paso en su carrera, con un álbum conceptual. Lleno de ritmos psicodélicos y sonidos ácidos, Fantasy Gateway busca mostrar otra faceta del oriundo de California, una donde no tiene el control total de las cosas y se deja llevar por otras voces y otras mentes, dejando la producción en otras manos y dedicándose de lleno a la composición.
Fantasy Gateway es un nuevo capítulo para Cuco, quien con su creación logró encontrar claridad después de unos años complicados y borrosos, que vinieron con haber encontrado la fama y el éxito muy joven, lo introdujeron a abusar de algunas sustancias y lo orillaron a algunas polémicas y momentos mediáticos difíciles.
Fantasy Gateway ayudó al artista a alejarse del abuso de sustancias y a trabajar su salud mental en general. El álbum demuestra esos periodos difíciles que tuvo que enfrentar y la claridad que ahora posee como músico y persona.

## Lista de canciones
Todas las canciones fueron escritas o coescritas por Cuco. 

| N.º   | Título                                                            | Escritor(es)                                                                    | Duración |  |
| 1.    | «Heaven Is Lucid Dreaming»                                        | Cuco, Manuel Lara, Andres Rebellon, Fernando Carbajal Jr, Julian Bernal         | 1:11     |  |
| 2.    | «Caution»                                                         | Cuco, Manuel Lara                                                               | 2:57     |  |
| 3.    | «Aura»                                                            | Cuco, Manuel Lara, Pablo Bowman, Julián Bernal,                                 | 3:27     |  |
| 4.    | «Paraphonic»                                                      | Cuco, Andres Rebellon                                                           | 3:24     |  |
| 5.    | «Artificial Intelligence»                                         | Cuco, Manuel Lara, Andrés Rebellón                                              | 4:20     |  |
| 6.    | «Fin Del Mundo (With Bratty)»                                     | Cuco, Andres Rebellon, Jennifer Abigail, Julian bernal, Salvador Solis          | 2:54     |  |
| 7.    | «Time Machine»                                                    | Cuco, Manuel Lara                                                               | 3:39     |  |
| 8.    | «When The Day Comes To An End»                                    | Cuco                                                                            | 3:40     |  |
| 9.    | «Sitting In The Corner (feat. Adriel Favela And Kacey Musgraves)» | Cuco, Ian Fitchuk, Manuel Lara, Adriel Favela, Andres Rebellon, Kacey Musgraves | 3:52     |  |
| 10.   | «Foolish»                                                         | Cuco, Manuel Lara, Julián Bernal                                                | 3:38     |  |
| 11.   | «Sweet Dissociation»                                              | Cuco, Manuel Lara, Dan Wilson                                                   | 3:24     |  |
| 12.   | «Decir Adiós (with DannyLux)»                                     | Cuco, Manuel Lara, Daniel Espinoza, Fernando Carbajal Jr, Shawn Everett         | 4:39     |  |
| 41:10 |                                                                   |                                                                                 |          |  |